# Beekdaelen

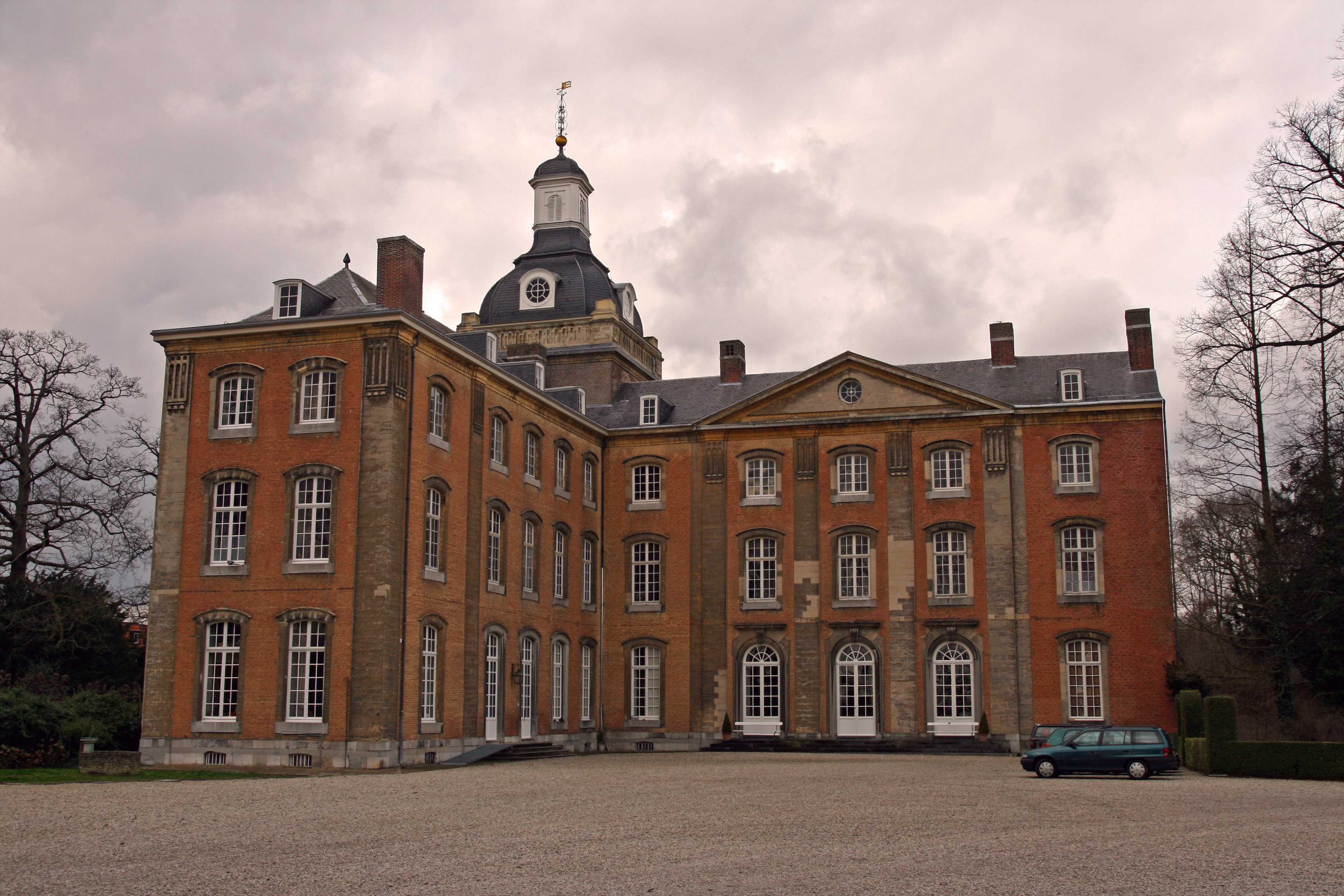
Amstenrade slott.

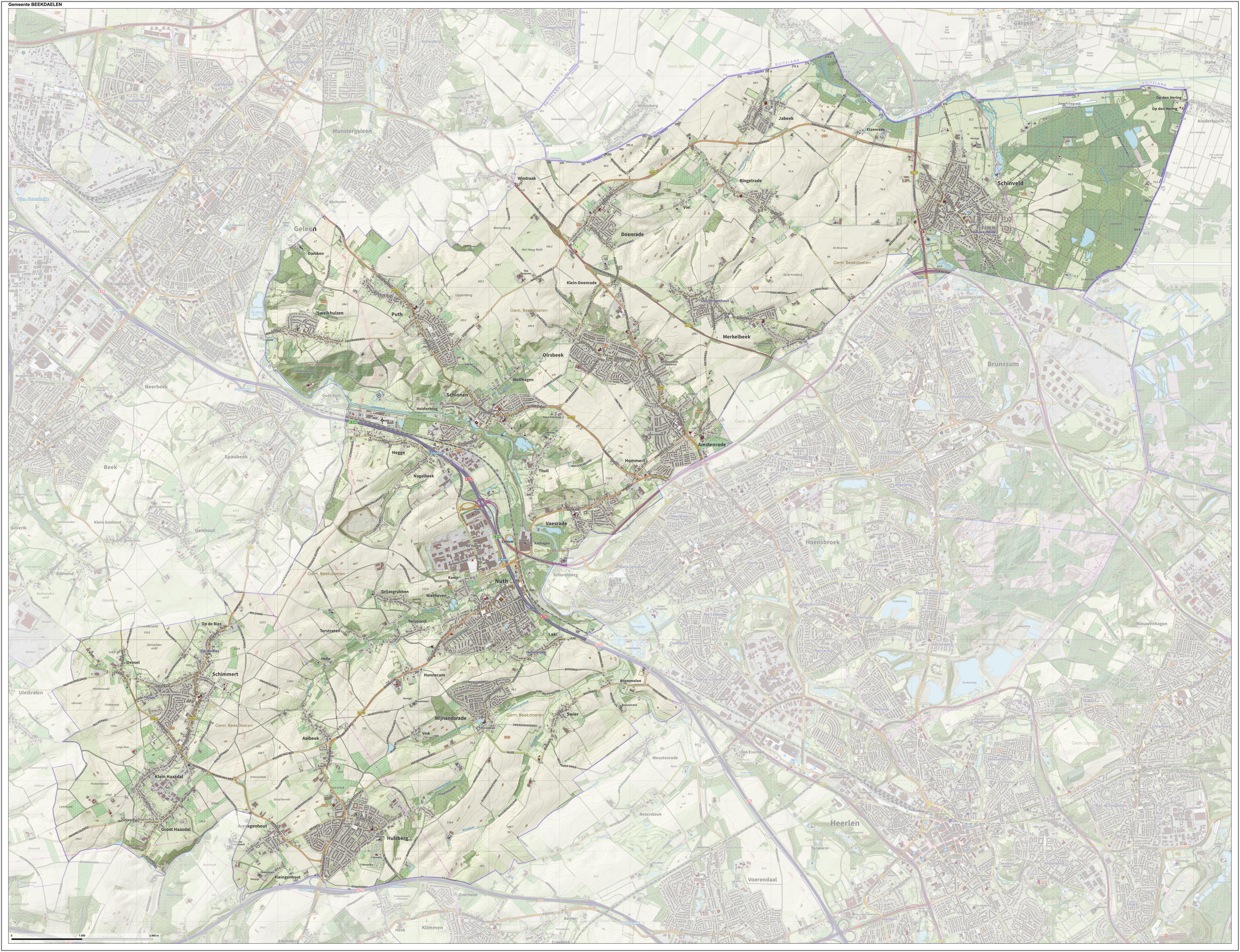
Kommun Beekdaelen

Beekdaelen (limburgiska: Baekdale) är en kommun i provinsen Limburg i Nederländerna. Kommunens totala area är 78,49 km² (där 0,2 km² är vatten) och invånarantalet är på 35 814 invånare (2018).
Kommunen skapades den 1 januari 2019 av kommunerna Nuth, Onderbanken och Schinnen.